# François d'Orléans (1854-1872)
Pour les articles homonymes, voir François d'Orléans.
François Louis Marie Philippe d’Orléans, duc de Guise, né le 5 janvier 1854 à Orleans House, Twickenham, Londres, Royaume-Uni, et mort le 25 juillet 1872 à Paris, (France), est un prince français de la Quatrième maison d'Orléans.

## Biographie

### Famille
François Louis Marie Philippe d’Orléans est le quatrième fils de Henri d’Orléans, titré à sa naissance duc d’Aumale par le roi Louis XVIII et de son épouse, Marie-Caroline de Bourbon-Siciles, princesse des Deux-Siciles.
Le prince est le petit-fils de Louis-Philippe, roi des Français et de Marie-Amélie de Bourbon-Siciles, princesse des Deux-Siciles par son père ; tandis que par sa mère, il est le petit-fils du prince Léopold Michel des Deux-Siciles, prince de Salerne, fils du roi Ferdinand Ier des Deux-Siciles et de  Marie-Caroline, archiduchesse d'Autriche, princesse de Hongrie et de Bohême, fille de l'empereur François Ier du Saint-Empire Marie-Thérèse, reine de Hongrie et de Bohême, archiduchesse d’Autriche.

### Enfance en Grande-Bretagne

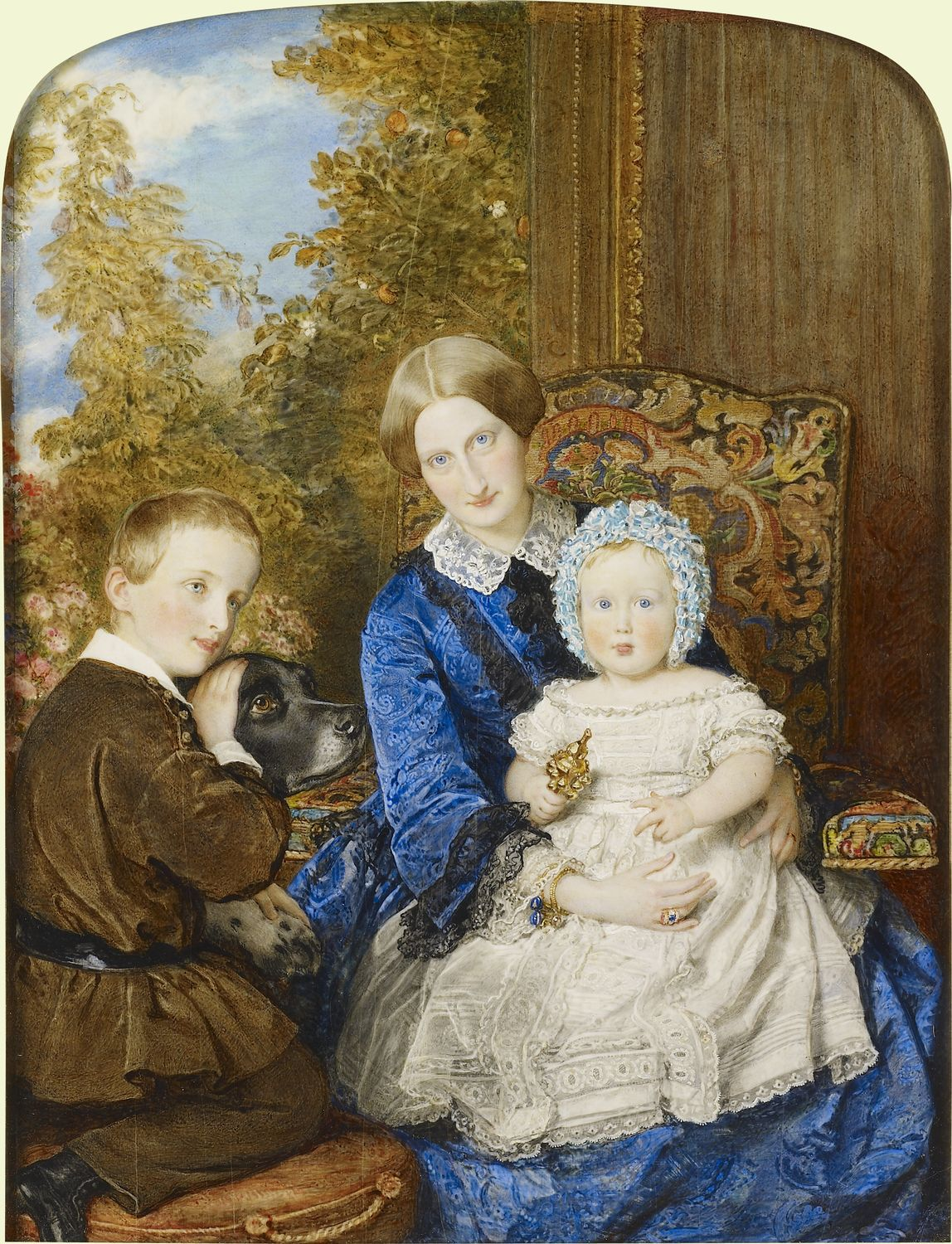
François, sa mère Marie-Caroline et son frère Louis, par William Charles Ross vers 1854-1855.

Petit-fils du roi des Français Louis-Philippe, le prince François est né le 5 janvier 1854 à Twickenham, près de Londres, en Angleterre, où ses parents, exilés depuis la révolution de février 1848  (24 février 1848), se sont installés à Orleans House en 1850 peu après la mort du roi Louis-Philippe Ier. 
François reçoit dès sa naissance le titre de duc de Guise, en tant que second fils survivant du duc d’Aumale. Il porte les mêmes prénom et titre que son frère aîné, mort le 15 avril 1852 à l'âge de trois mois. Il est baptisé à la chapelle Saint-Raphaël à Kingston upon Thames et a comme parrain et marraine ses oncle et tante Louis d'Orléans et Victoire de Saxe-Cobourg-Gotha, duc et duchesse de Nemours.
Après le déclenchement de la révolution de février 1848, sa famille s’était exilée en Angleterre auprès de la reine Victoria. L’ancienne famille royale s’établit près de Twickenham, et ne tarde pas à y acheter une demeure qui deviendra l’Orleans House. François n'a qu'un seul frère, de santé précaire : Louis d'Orléans (1845-1866), prince de Condé, mort lors d'un voyage, le 24 mai 1866 à Sydney, en Australie. 
Trois ans plus tard, la duchesse d'Aumale, mère de François, meurt, à l'âge de 47 ans d'une embolie pulmonaire, le 6 décembre 1869 à Twickenham. Un an avant sa mort, elle déclarait au sujet de l'avenir de son fils survivant : « Mon pauvre Guise, si intelligent et si bon, ne doit pas être élevé dans le deuil et la tristesse. Toute cette génération qui nous entoure compte sur moi. »

### Retour en France
En septembre 1870, le duc d'Aumale apprend à Bruxelles le désastre de Sedan et assiste impuissant à la déroute de l'armée française. Après avoir offert de combattre, il revient en France avec son frère le prince de Joinville, mais ils sont reconduits au bateau. Le 8 février 1871, le duc d'Aumale est élu député de l'Oise, comme son frère dans la Haute-Marne, mais l'hostilité de Thiers les poursuit. En juillet 1871, les lois d'exil de Napoléon III sont abrogées.
De retour en France, François rejoint son père, le duc d'Aumale, le 6 juillet 1871. Bien que sa santé soit fragile depuis longtemps, François à l'intention de s'adonner à la chasse pour laquelle il a demandé un permis aux autorités françaises. Au point de vue spirituel, il entretient une correspondance amicale suivie avec l'abbé Nicolas Auguste Guelle (1799-1881), curé de la paroisse de la Madeleine à Paris et proche des Orléans qui avait suivi la famille en Grande-Bretagne et était revenu s'établir auprès d'eux après leur retour à Paris.

### Mort inopinée
En juillet 1872, le duc de Guise, 18 ans, est atteint par la scarlatine. Scolarisé au Lycée Condorcet où il a reçu un prix et deux accessits, François prend part à toutes les compositions pour le concours général. Il s'apprête, dès lors, à se présenter au baccalauréat ès sciences à La Sorbonne. Le dimanche 21 juillet, son état s'aggrave brutalement. Les soins d'Henri Guéneau de Mussy, médecin de famille, ne parviennent pas à juguler la pathologie du jeune homme dont la constitution était délicate. Les progrès de la maladie sont si rapides que seule une partie de la famille d'Orléans a le temps se rendre à son chevet. Le comte de Paris arrive in extremis auprès du mourant qui reçoit les secours de la religion de l'abbé Guelle et conserve sa lucidité jusqu'aux derniers instants.
François d'Orléans, dernier enfant survivant du duc d'Aumale, meurt le 25 juillet 1872, en l'hôtel particulier de son père, no 129 rue du Faubourg-Saint-Honoré dans le 8e arrondissement de Paris. La presse imagine, à tort, que son père prendrait sa retraite politique et militaire, en raison de son deuil.

### Funérailles

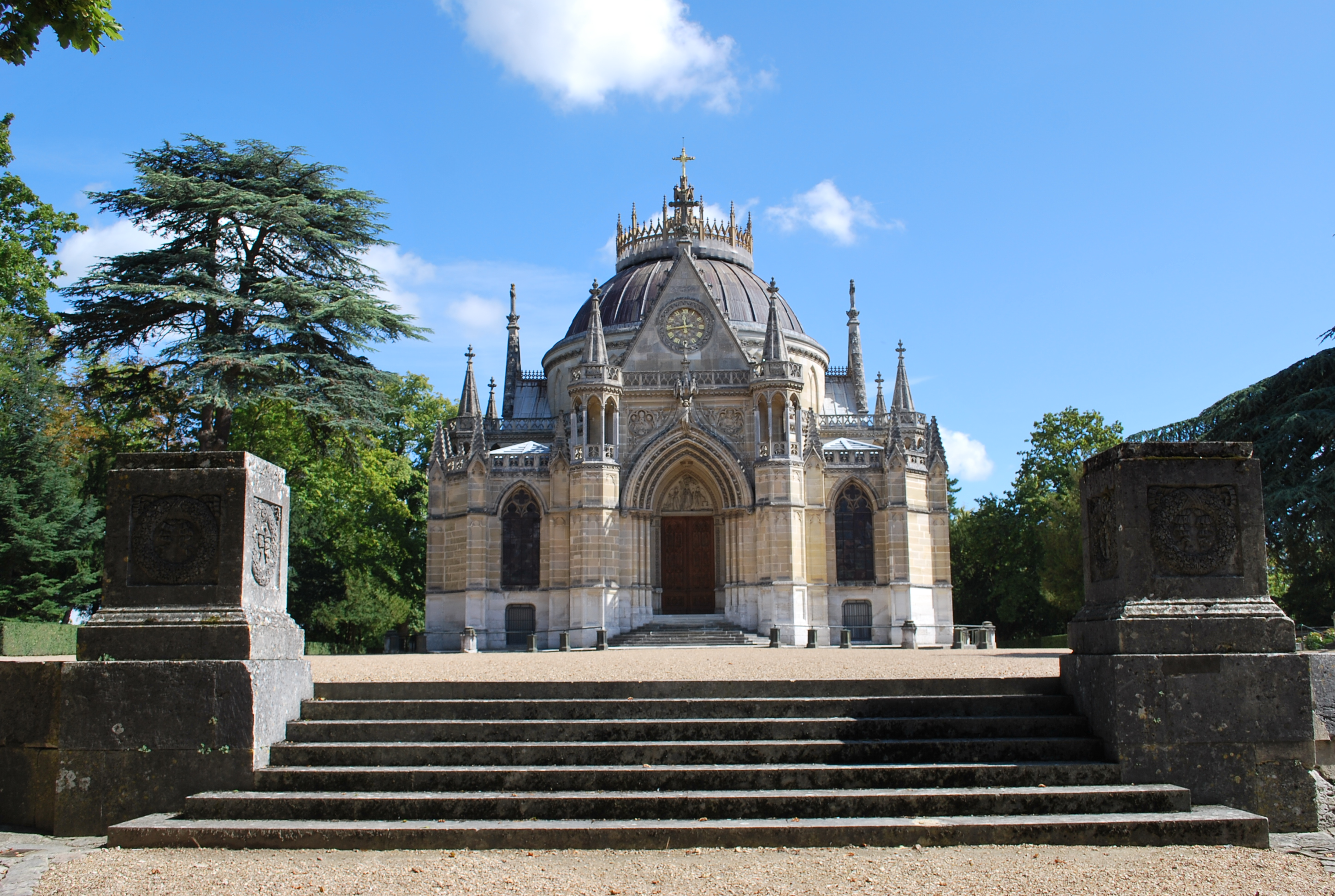
La chapelle royale de Dreux.

Le 27 juillet 1872, en présence d'une assistance nombreuse composée de la famille, de députés et de généraux, mais en l'absence d'un représentant personnel du Président de la République française Adolphe Thiers, la dépouille du jeune prince est amenée par chemin de fer à la gare de Dreux. Le cercueil est conduit sur un char funèbre entièrement garni de blanc, semé d'étoiles et attelé de quatre chevaux blancs tenus en mains par des valets de pied. Le deuil est conduit par le duc d'Aumale, suivi par le comte de Paris, le prince de Joinville, le duc de Nemours, le duc de Montpensier, le duc de Penthièvre et plus de trois cents personnes.
Après un service religieux, la dépouille du jeune prince est inhumée au déambulatoire nord de la chapelle royale de Dreux,. Deux autres cérémonies sont célébrées le même jour à Paris : à la chapelle funéraire de l'église Notre-Dame-de-Compassion et à l'église Saint-Philippe-du-Roule. Le roi Léopold II étant un cousin germain du défunt, la cour royale de Belgique prend le deuil pour une période de quinze jours : du 27 juillet au 10 août inclus.

## Titulature
- 5 janvier 1854 - 25 juillet 1872 : Son Altesse Royale le duc de Guise.

## Ascendance
|  |                                       |  |  |  |  |  |  |  |  |  |  |  |  |
|  | 8. Louis-Philippe d’Orléans           |  |  |  |  |  |  |  |  |  |  |  |  |
|  |                                       |  |  |  |  |  |  |  |  |  |  |  |  |
|  |                                       |  |  |  |  |  |  |  |  |  |  |  |  |
|  | 4. Louis-Philippe Ier                 |  |  |  |  |  |  |  |  |  |  |  |  |
|  |                                       |  |  |  |  |  |  |  |  |  |  |  |  |
|  |                                       |  |  |  |  |  |  |  |  |  |  |  |  |
|  | 9. Marie-Adélaïde de Bourbon          |  |  |  |  |  |  |  |  |  |  |  |  |
|  |                                       |  |  |  |  |  |  |  |  |  |  |  |  |
|  |                                       |  |  |  |  |  |  |  |  |  |  |  |  |
|  | 2. Henri d'Orléans, duc d'Aumale      |  |  |  |  |  |  |  |  |  |  |  |  |
|  |                                       |  |  |  |  |  |  |  |  |  |  |  |  |
|  |                                       |  |  |  |  |  |  |  |  |  |  |  |  |
|  | 10. Ferdinand Ier des Deux-Siciles    |  |  |  |  |  |  |  |  |  |  |  |  |
|  |                                       |  |  |  |  |  |  |  |  |  |  |  |  |
|  |                                       |  |  |  |  |  |  |  |  |  |  |  |  |
|  | 5. Marie-Amélie de Bourbon-Siciles    |  |  |  |  |  |  |  |  |  |  |  |  |
|  |                                       |  |  |  |  |  |  |  |  |  |  |  |  |
|  |                                       |  |  |  |  |  |  |  |  |  |  |  |  |
|  | 11. Marie-Caroline d'Autriche         |  |  |  |  |  |  |  |  |  |  |  |  |
|  |                                       |  |  |  |  |  |  |  |  |  |  |  |  |
|  |                                       |  |  |  |  |  |  |  |  |  |  |  |  |
|  | 1. François d'Orléans                 |  |  |  |  |  |  |  |  |  |  |  |  |
|  |                                       |  |  |  |  |  |  |  |  |  |  |  |  |
|  |                                       |  |  |  |  |  |  |  |  |  |  |  |  |
|  | 12=10. Ferdinand Ier des Deux-Siciles |  |  |  |  |  |  |  |  |  |  |  |  |
|  |                                       |  |  |  |  |  |  |  |  |  |  |  |  |
|  |                                       |  |  |  |  |  |  |  |  |  |  |  |  |
|  | 6. Léopold de Bourbon-Siciles         |  |  |  |  |  |  |  |  |  |  |  |  |
|  |                                       |  |  |  |  |  |  |  |  |  |  |  |  |
|  |                                       |  |  |  |  |  |  |  |  |  |  |  |  |
|  | 13=11. Marie-Caroline d'Autriche      |  |  |  |  |  |  |  |  |  |  |  |  |
|  |                                       |  |  |  |  |  |  |  |  |  |  |  |  |
|  |                                       |  |  |  |  |  |  |  |  |  |  |  |  |
|  | 3. Marie-Caroline de Bourbon-Siciles  |  |  |  |  |  |  |  |  |  |  |  |  |
|  |                                       |  |  |  |  |  |  |  |  |  |  |  |  |
|  |                                       |  |  |  |  |  |  |  |  |  |  |  |  |
|  | 14. François Ier d'Autriche           |  |  |  |  |  |  |  |  |  |  |  |  |
|  |                                       |  |  |  |  |  |  |  |  |  |  |  |  |
|  |                                       |  |  |  |  |  |  |  |  |  |  |  |  |
|  | 7. Marie-Clémentine d'Autriche        |  |  |  |  |  |  |  |  |  |  |  |  |
|  |                                       |  |  |  |  |  |  |  |  |  |  |  |  |
|  |                                       |  |  |  |  |  |  |  |  |  |  |  |  |
|  | 15. Marie-Thérèse de Bourbon-Naples   |  |  |  |  |  |  |  |  |  |  |  |  |
|  |                                       |  |  |  |  |  |  |  |  |  |  |  |  |
|  |                                       |  |  |  |  |  |  |  |  |  |  |  |  |